# Zbigniew Gołąb
Zbigniew Gołąb (ur. 16 marca 1923 w Nowym Targu, zm. 24 marca 1994 w Chicago) – polski językoznawca i slawista.

## Życiorys
Zbigniew Gołąb urodził się w 1923 w Nowym Targu. Aktywny podczas II wojny światowej, w 1944 wstąpił do antyhitlerowskiej partyzantki. Tego samego roku aresztowany przez Niemców, trafił do więzienia, z którego zbiegł tuż przed wyzwoleniem Krakowa przez Armię Czerwoną. Po magisterium we Wrocławiu w 1947, najpierw rok spędził (1948–1949) w komunistycznym więzieniu za przynależność do Armii Krajowej, a następnie zwolniony studia językoznawcze doskonalił na Uniwersytecie Jagiellońskim u prof. Jerzego Kuryłowicza, Tadeusza Milewskiego, Tadeusza Lehra-Spławińskiego i Franciszka Sławskiego, tu też obronił doktorat w 1958. Mimo że związany z KUL-em (gdzie był wykładowcą w latach 1952–1961), równocześnie od 1956 zaczął działalność badawczą w krakowskiej Pracowni Języka Prasłowiańskiego, Instytutu Slawistyki PAN. Swój doktorat poświęcił dwóm gwarom macedońskim: Suche i Wysoka, które zostały zapisane przed II wojną światową przez Mieczysława Małeckiego. W 1962 wyjechał na wykłady na Wydziale Języków i Literatur Słowiańskich Uniwersytetu w Chicago, gdzie pozostał aż do swej śmierci. Pomimo rozłąki z ojczyzną, nigdy nie zerwał z nią związków uczuciowych i naukowych. Członek reaktywowanej Polskiej Akademii Umiejętności, obecny w polskich czasopismach i towarzystwach naukowych. W Chicago uczestniczył w życiu Polonii m.in. jako członek i prezes Oddziału Chicagowskiego Polskiego Instytutu Naukowego w Ameryce. W 1972 godnością członka obdarzyła go również Macedońska Akademia Nauk i Sztuk.

## Dorobek naukowy
Dorobek Zbigniewa Gołąba to cztery monografie i blisko sto artykułów, które skupiają się na kilku grupach tematycznych. Zaczynał od zagadnień polonistycznych, ale światowe uznanie przyniosły mu prace bałkanistyczne (zagadnienia języka macedońskiego i dialektu arumuńskiego, któremu przypisywał istotną rolę w rozpowszechnianiu bałkanizmów). Późniejsze prace dotyczyły tematyki ogólnojęzykoznawczej, zwłaszcza z zakresu typologii składniowej (to od niego pochodzą takie terminy gramatyczne jak np. języki agentywne, izogramatyzm etc.). Wreszcie ogromna liczba publikacji przedstawia rezultaty badań nad zagadnieniem etnogenezy Słowian oraz etymologii i słownictwa słowiańskiego. Długoletnia praca oparta na świadectwach językowych, geograficznych i historycznych przyniosła syntezę The Origins of the Slavs. A Linguist’s View wydanej przez Slavica Publishers Inc. Columbus, Ohio w 1992, która polskiego wydania doczekała się dopiero w 10 lat po śmierci autora i nosiła tytuł O pochodzeniu Słowian w świetle faktów językowych (Kraków 2004). Książka ta jest jednym z nowszych opracowań, lokalizujących praojczyznę Słowian na zachód od środkowego Dniepru.